# 땋은 머리

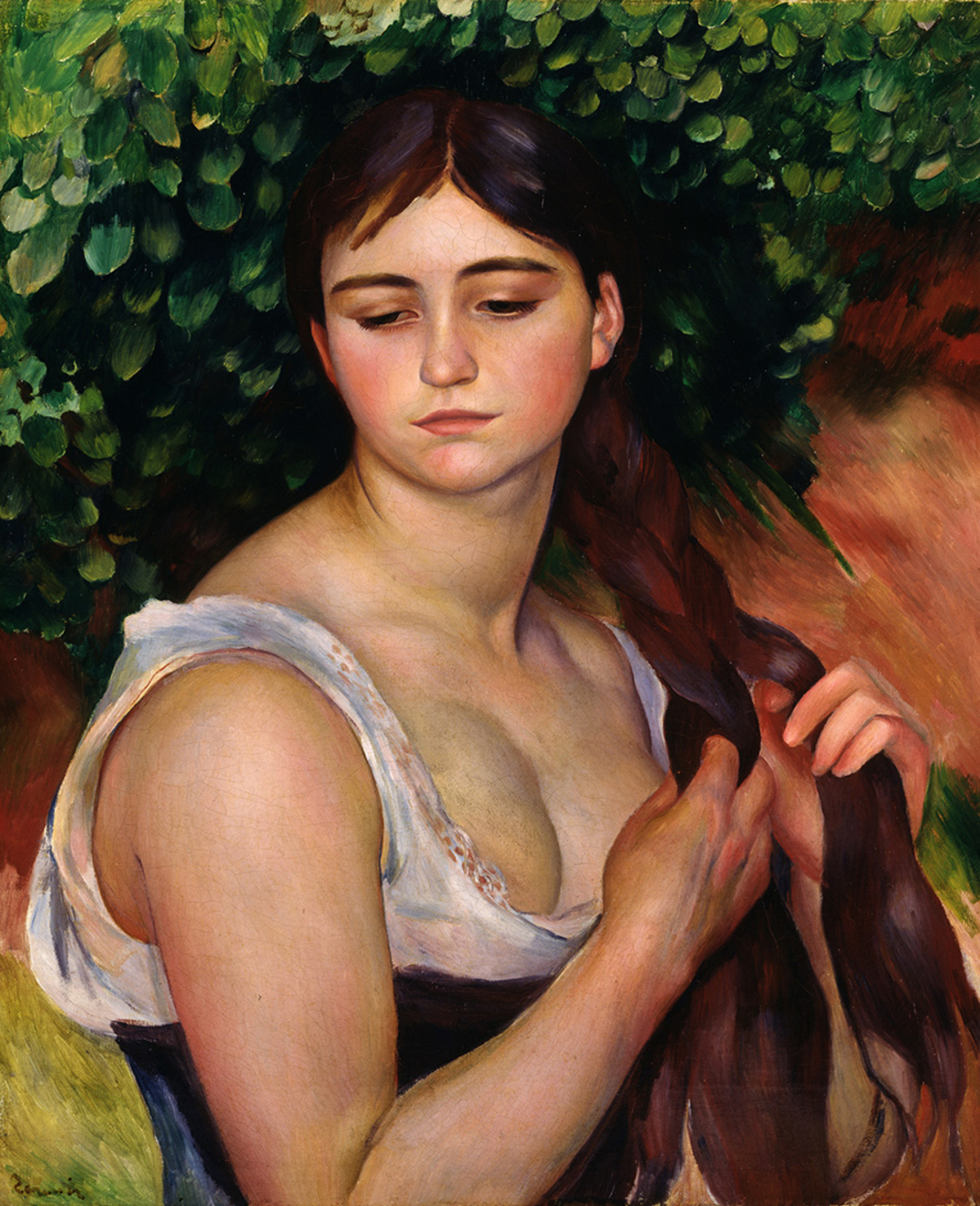
머리를 땋은 여성

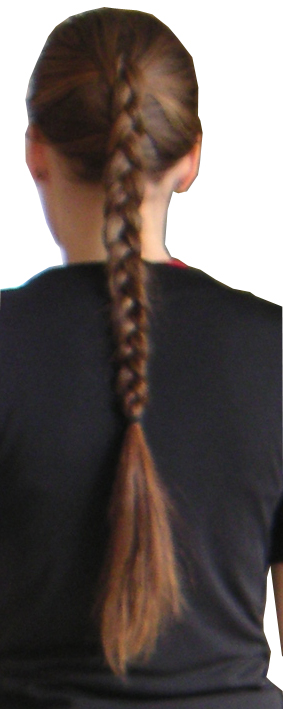
머리를 땋는 방법

땋은머리(pigtail)는 머리를 뒤로 땋아 내리는 헤어 스타일을 의미한다. 세 가닥으로 하여 땋는 방법이 주로 사용된다.
청조(清朝)때의 변발에 관하여는 변발령(薙髪易服)을 참조하면 된다。

## 같이 보기
- 말총머리